# Beatriz Andrade
Beatriz Andrade es una política venezolana del partido Acción Democrática que se ha desempeñado como concejala del municipio Pedro María Freites, en el estado Anzoátegui. El 7 de agosto de 2024 fue detenida por funcionarios Policía Nacional Bolivariana (PNB), adscritos a la Unidad de Contra Terrorismo y Subversión Base El Tigre (UCTS). y sacada por la fuerza durante el pleno transcurso de la sesión de la Cámara Municipal en Cantaura. Andrade fue detenida el mismo día que el ex alcalde del municipio Sifontes del estado Bolívar, Carlos Chancellor.
Fue imputada con los delitos de "terrorismo", "incitación al odio" y "asociación para delinquir". Extraoficialmente se conocidó que el 3 de diciembre fue trasladada desde la sede de la PNB en Barcelona, Anzoátegui, hacia el retén La Crisálida en Los Teques, estado Miranda. En la mañana del 23 de diciembre fue liberada en el termina de pasajeros de Los Teques. Uno de sus hijos viajó hasta la ciudad para acompañarña de regreso a su casa.